# Boury-en-Vexin
Boury-en-Vexin is een gemeente in het Franse departement Oise (regio Hauts-de-France) en telt 306 inwoners (1999). De plaats maakt deel uit van het arrondissement Beauvais.

## Geografie
De oppervlakte van Boury-en-Vexin bedraagt 11,0 km², de bevolkingsdichtheid is 27,8 inwoners per km².
De onderstaande kaart toont de ligging van Boury-en-Vexin met de belangrijkste infrastructuur en aangrenzende gemeenten.

## Demografie
Onderstaande figuur toont het verloop van het inwonertal (bron: INSEE-tellingen).